# Mohamed Dhaoui
Mohamed Dhaoui, né le 14 mai 2003 à Sousse, est un footballeur international tunisien qui évolue au poste d'ailier droit à l'Étoile sportive du Sahel, en prêt d'Al Ahly SC.

## Biographie

### En club
Né en Tunisie, Mohamed Dhaoui est formé par l'Étoile sportive du Sahel, où il commence sa carrière professionnelle. Il joue son premier match le 23 octobre 2021, à l'occasion d'une rencontre de Ligue des champions de la CAF contre l'APR FC. Il entre en jeu et se fait remarquer en inscrivant également son premier but, participant ainsi à la victoire des siens (4-0). Il fait sa première apparition en première division tunisienne le 28 octobre, face au Club africain. Il entre en jeu et son équipe s'impose (1-0).
Jouant de plus en plus régulièrement à partir de 2022, avec des prestations abouties, Dhaoui est alors suivi par plusieurs clubs étrangers et son club, en butte à des difficultés financières, voit d'un bon œil un transfert de son prometteur ailier.
Le 5 janvier 2023, Mohamed Dhaoui rejoint l'Égypte afin de s'engager en faveur d'Al Ahly,.

### En sélection
Mohamed Dhaoui est convoqué pour la première fois avec l'équipe nationale de Tunisie en juin 2023 par le sélectionneur Jalel Kadri. Il honore sa première sélection le 17 juin contre la Guinée équatoriale. Il entre en jeu et son équipe s'incline par un but à zéro,.

## Palmarès
- Championnat d'Égypte (1) :
  - Champion : 2023
- Coupe d'Égypte (2) :
  - Vainqueur : 2022 et 2023
- Supercoupe d'Égypte (2) :
  - Vainqueur : 2023 et 2024
- Ligue des champions de la CAF (2) :
  - Vainqueur : 2023 et 2024